# Mitch Haniger
Mitchell Evan Haniger (né le 23 décembre 1990 à Mountain View, Californie, États-Unis) est un joueur de champ extérieur des Mariners de Seattle de la Ligue majeure de baseball.

## Carrière
D'abord repêché par les Mets de New York au 31e tour de sélection en 2009, Mitch Haniger ignore l'offre et s'engage à l'université d'État polytechnique de Californie, où il est porte les couleurs de l'équipe de baseball des Mustangs. Quelques années plus tard, il est le 38e athlète sélectionné au total lors du repêchage 2012 des joueurs amateurs et est un choix de première ronde des Brewers de Milwaukee. Haniger commence sa carrière professionnelle en 2012 en ligues mineures avec des clubs affiliés aux Brewers.
Le 31 juillet 2014, Milwaukee fait l'acquisition du joueur de champ extérieur Gerardo Parra des Diamondbacks de l'Arizona en échange de deux joueurs des ligues mineures : le lanceur gaucher Anthony Banda, et Haniger.
Mitch Haniger fait ses débuts dans le baseball majeur avec les Diamondbacks de l'Arizona le 16 août 2016. En 34 matchs joués en 2016 pour Arizona, il frappe 5 circuits.
Le 23 novembre 2016, les Diamondbacks échangent Haniger, le joueur d'arrêt-court et de deuxième but Jean Segura ainsi que le lanceur gaucher Zac Curtis aux Mariners de Seattle contre le lanceur droitier Taijuan Walker et l'arrêt-court Ketel Marte.